# Steinerner Turm (Dortmund)

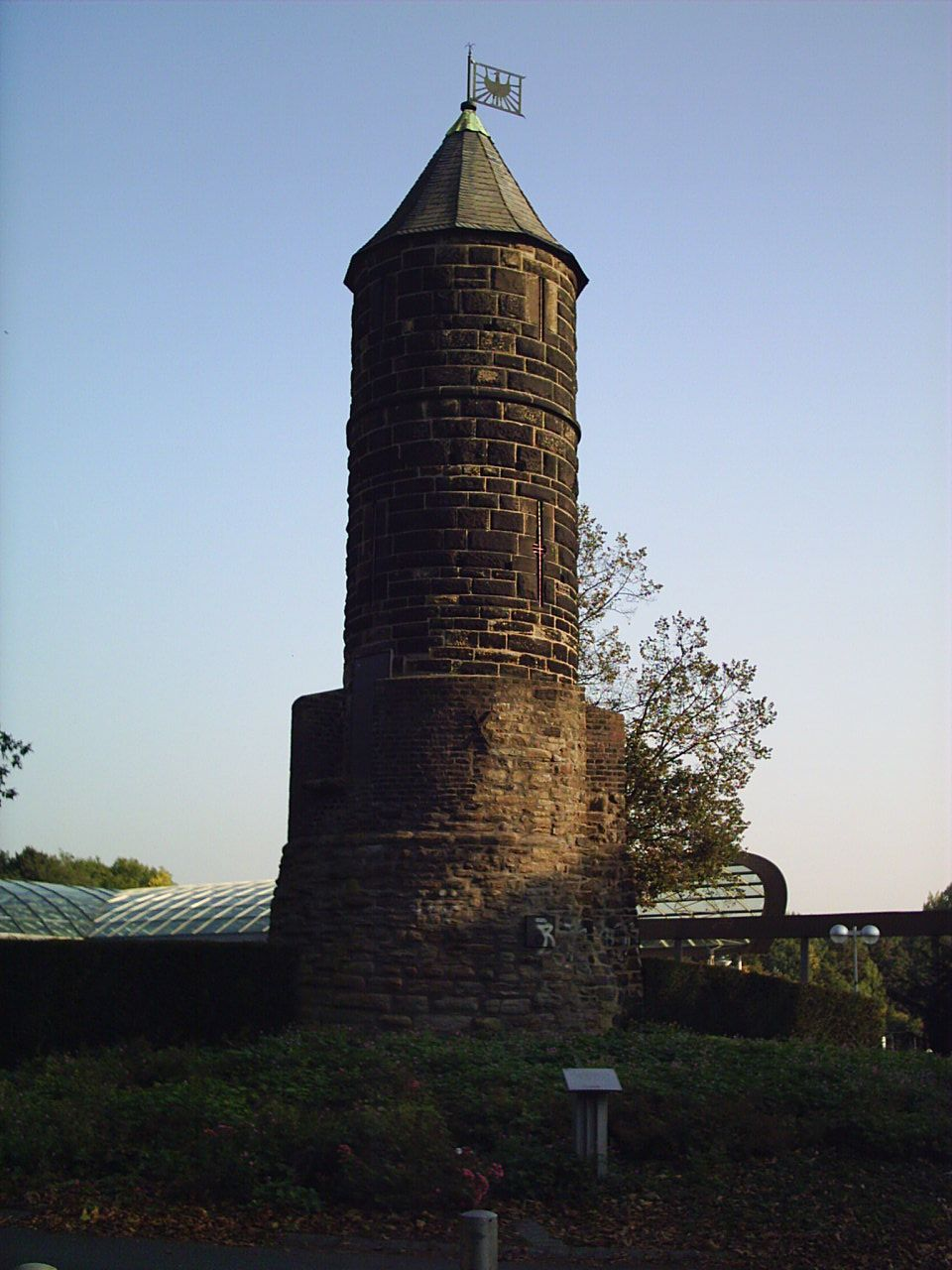
Der Steinerne Turm in Dortmund

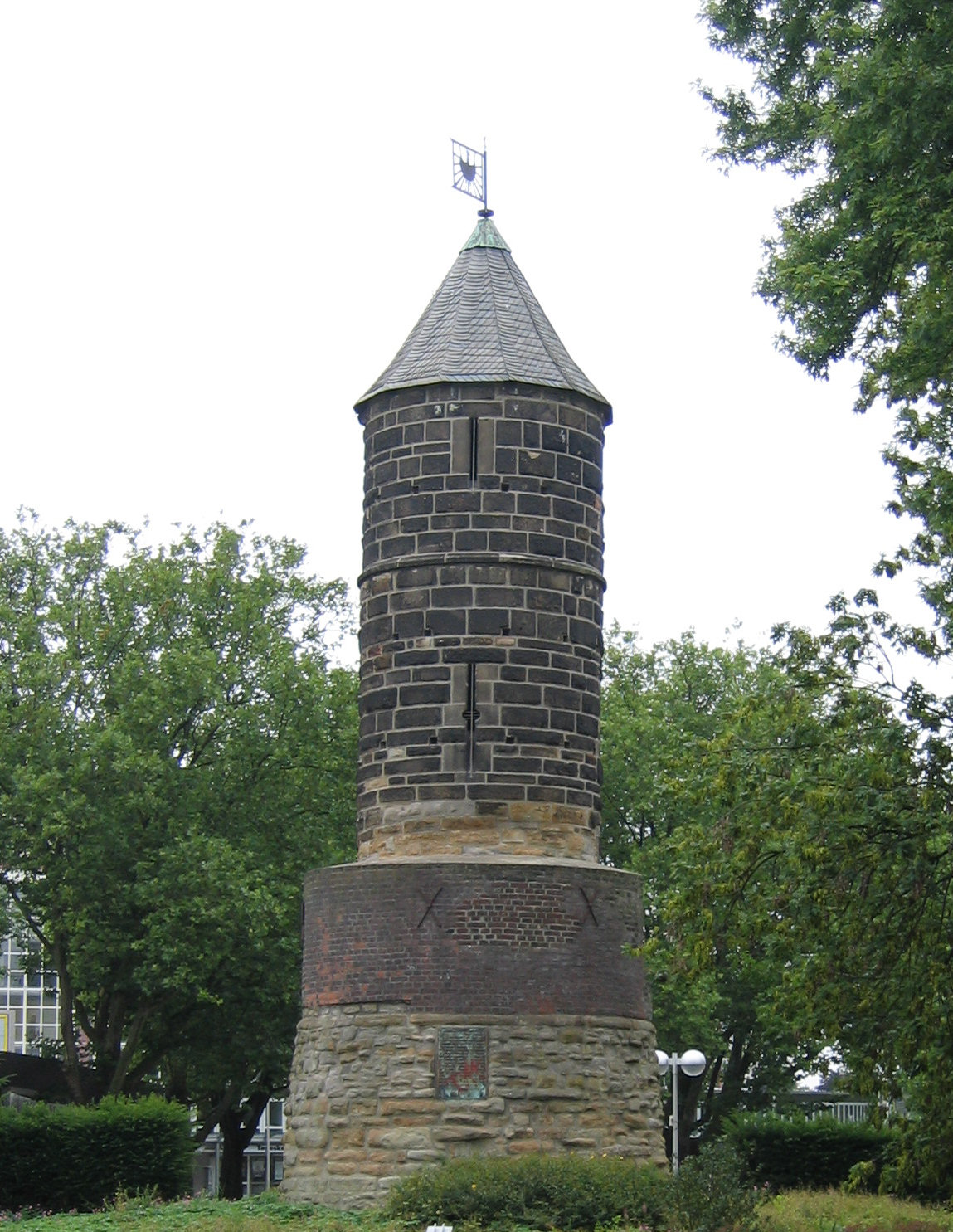
Der Steinerne Turm am Tag

Der Steinerne Turm ist ein denkmalgeschützter historischer Wartturm in Dortmund unweit der Westfalenhallen.

## Geschichte
Der Turm war Teil der militärischen Verteidigungsanlagen der mittelalterlichen Reichsstadt. Er war Bestandteil der Landwehr, stand weit vor der unmittelbaren Stadtbefestigung des historischen Stadtkerns und kontrollierte die nach Süden Richtung Köln führende Fernhandelsstraße. Er steht an der historischen Grenze des seit dem 13. Jahrhundert existierenden Stadthagens, dem der befestigten Stadt vorgelagerten Territorium, in dem städtisches Recht galt.
Der Stadthagen Dortmunds wurde im 14. Jahrhundert befestigt. Während der Soester Fehde wurde der aus Ruhrsandstein gebaute Steinerne Turm 1445 von feindlichen Truppen belagert und beschädigt. In der Folge wurde er im unteren Teil durch dicke Backsteinmauern verstärkt. Die untere Hälfte des rund zehn Meter hohen Steinernen Turms ist original erhalten, die obere Hälfte wurde rekonstruiert.
Neben dieser südlichen Warte existierten rings um die Stadt in vergleichbarer Distanz noch fünf weitere Wachstationen: der Fredenturm im Norden, die Ederloeswarte im Nordosten, die Osterruterwarte im Osten, der Bergfrede an der Emscher und im Westen die Westerruterwarte. Dem Steinernen Turm war nach Süden an der Grenze der Grafschaft Dortmund zur Grafschaft Mark an der Emscher später noch die Hörder Warte vorgelagert.
Der Steinerne Turm ist als Baudenkmal in die Denkmalliste der Stadt Dortmund eingetragen.

## Erreichbarkeit
Der Steinerne Turm steht südlich der B1, unmittelbar westlich des U-Bahnhofs Westfalenhallen. Dort verkehren die Stadtbahnlinien U45 und U46 sowie oberirdisch die Buslinie 450 der DSW21.

## Historische Ansichten

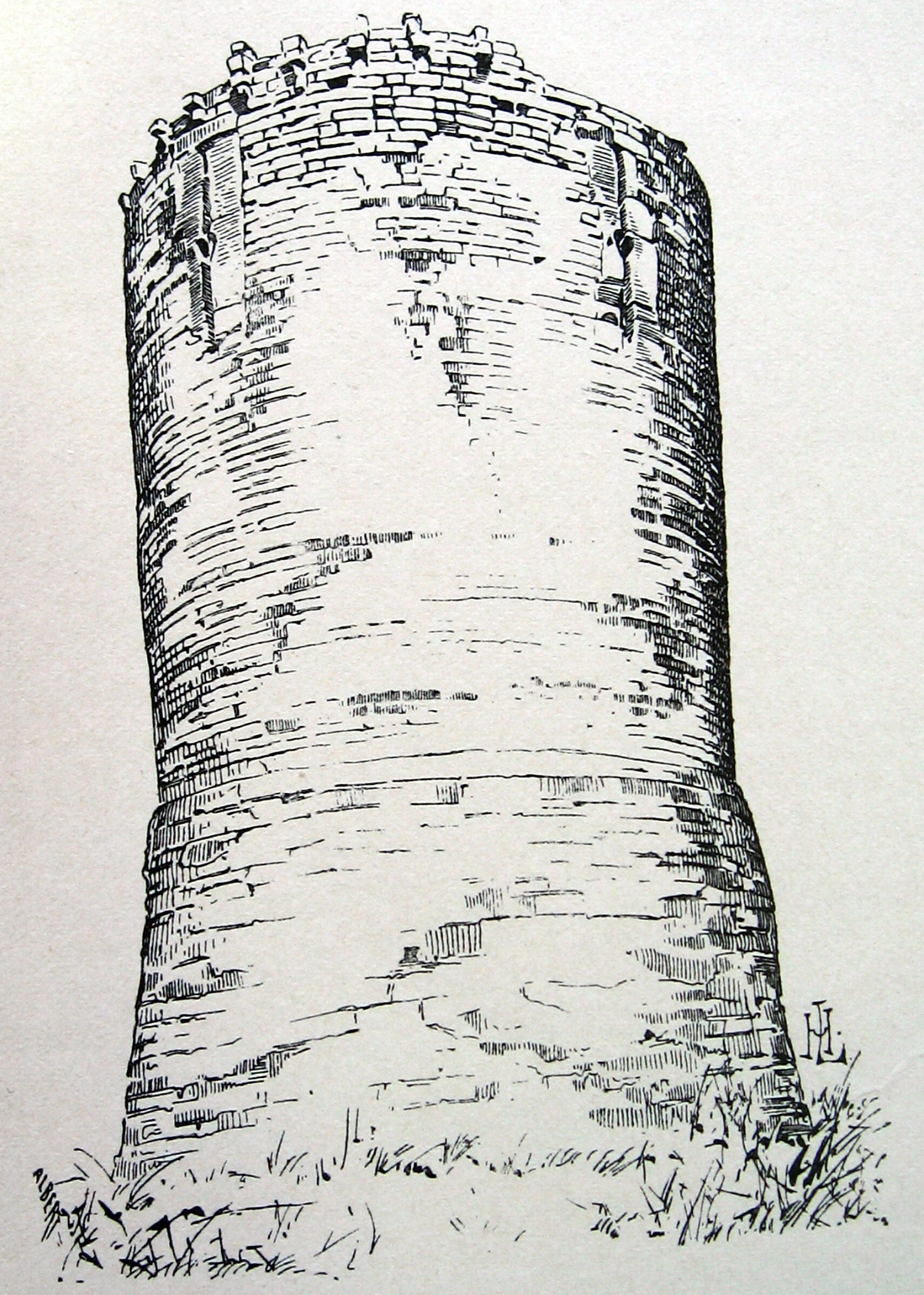
Der Steinerne Turm nach einer Zeichnung von Albert Ludorff um 1890.
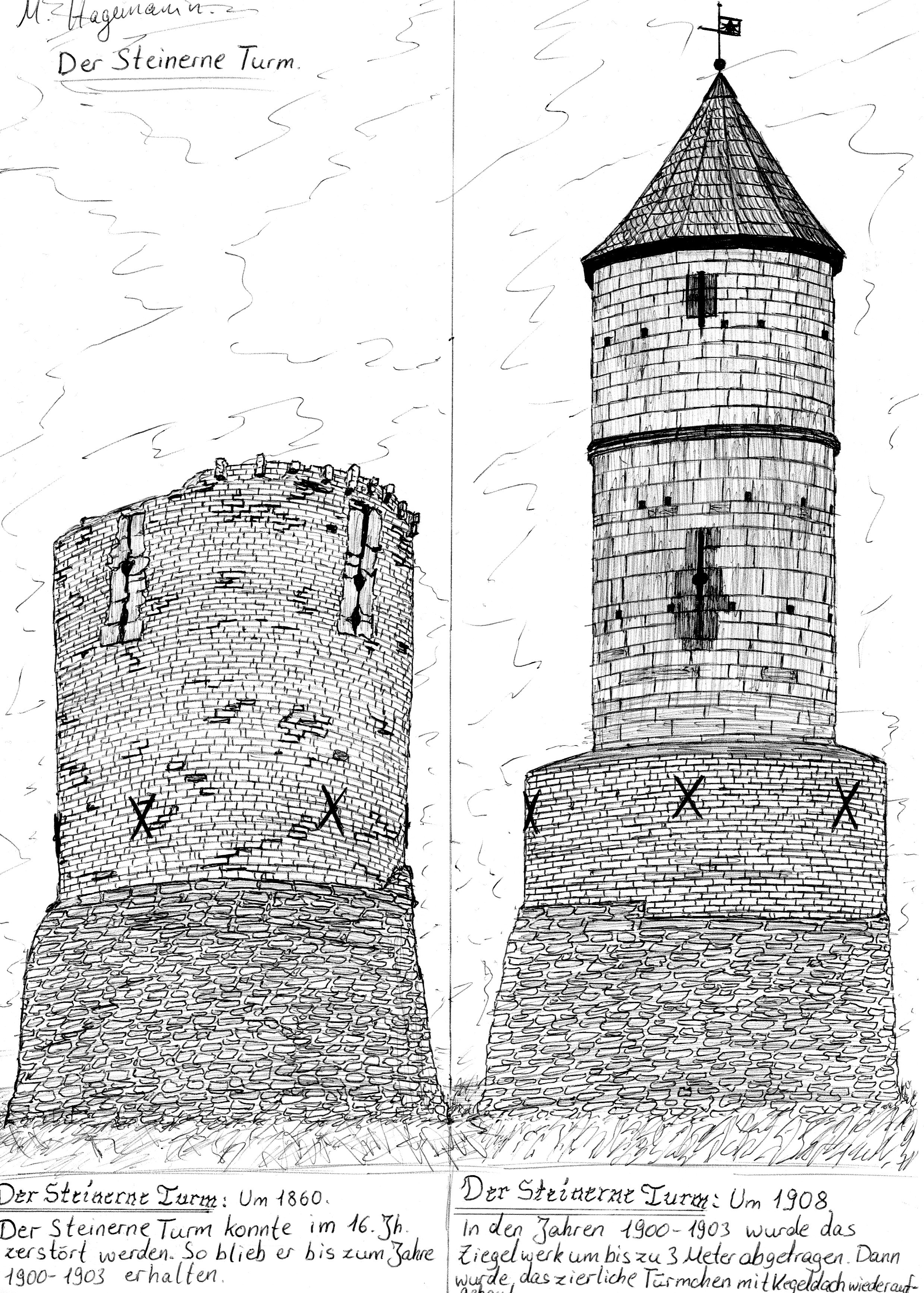
Der Steinerne Turm vor und nach seiner Umgestaltung.
Der Steinerne Turm um 1900.